# Арсизан Деси
Арсизан Деси (фр. Arcizans-Dessus) насеље је и општина у јужној Француској у региону Миди Пирене, у департману Горњи Пиринеји која припада префектури Аржеле Газо.
По подацима из 2011. године у општини је живело 99 становника, а густина насељености је износила 19,76 становника/km². Општина се простире на површини од 5,01 km². Налази се на средњој надморској висини од 788 метара (максималној 1.562 m, а минималној 676 m).

## Демографија
| 1962. | 1968. | 1975. | 1982. | 1990. | 1999. | 2011. |
| ----- | ----- | ----- | ----- | ----- | ----- | ----- |
| 76    | 89    | 88    | 86    | 91    | 96    | 99    |

График промене броја становника у току последњих година